# 일만불가분
일만불가분(일본어: 日滿不可分 히미츠루후카분[*])은 일만불가분관계(일본어: 日滿不可分關係 히미츠루후카분칸케에[*])라고도 한다. 일본에 의한 괴뢰국 만주국의 건국정신 중 하나이다. 일본제국과 만주국은 서로 구분되지 않는 하나의 나라와 다를 바 없다는 뜻이다. 일본과 발해에 관한 연구를 바탕으로 역사적 당위성을 찾으려 했으며, 주로 만주건국대학에서 만주국학(滿洲國學)이라는 명목 하에 활발히 연구됐다.

## 참고 문헌
- 정상우 / Jeong, Sang-Woo (단독) "식민주의 역사학으로서 만주건국대학에서의 역사 연구"